# Budišov nad Budišovkou
Budišov nad Budišovkou es una localidad del distrito de Opava en la región de Moravia-Silesia, República Checa, con una población estimada a principio del año 2018 de 2891 habitantes. 
Se encuentra ubicada en el centro de la región, en la zona este de los Sudetes orientales, a poca distancia del curso alto del río Óder, y cerca de la frontera con Polonia y la región de Olomouc.